# Poritia phaluke
Poritia phaluke är en fjärilsart som beskrevs av Druce 1895. Poritia phaluke ingår i släktet Poritia och familjen juvelvingar. Inga underarter finns listade i Catalogue of Life.